# Морфологічна класифікація галактик
Морфологічна класифікація галактик — система поділу галактик на групи за візуальними ознаками. Існує кілька схем поділу галактик на морфологічні типи. Найвідомішу запропонував Едвін Габбл, і згодом розвинули Жерар де Вокулер та Алан Сендідж.

## Ранні спроби класифікації
Спроби класифікувати галактики почалися одночасно з виявленням перших туманностей зі спіральним візерунком Лордом Россом у 1845-50 рр.. Втім, на той час панувала теорія, згідно з якою всі туманності належали до Чумацького Шляху. Те, що деякі туманності мають позагалактичну природу, було доведено лише Е. Хабблом 1924 року. Таким чином, галактики класифікували так, як і галактичні туманності.
У ранніх фотографічних оглядах домінували спіральні туманності, що дозволило виділити їх в окремий клас. 1888 року А. Робертс здійснив глибокий огляд неба, в результаті якого було виявлено велику кількість еліптичних безструктурних і дуже витягнутих веретеноподібних туманностей. 1918 року Г. Д. Кертіс виділив в окрему групу спіралі з перемичкою і кільцеподібною структурою в окрему Φ-групу. Крім того, він інтерпретував веретеноподібні туманності, як спіральні, видимі з ребра.

## Гарвардська класифікація
Вживані раніше класифікації були мало придатні для статистичних досліджень. Здебільшого це було пов'язано з труднощами виявлення подробиць на зображеннях слабких галактик. Крім того, основним робочим інструментом Гарвардської обсерваторії був 24-дюймовий (≈ 61 см) рефрактор, на якому важко було отримати добре деталізовані зображення галактик. Щоб вирішити цю проблему Х. Шеплі 1927 року запропонував нову класифікацію, в якій спробував врахувати труднощі з класифікацією слабких галактик.
Всі галактики в гарвардської класифікації було поділено на 5 класів:
- Клас A — галактики яскравіше 12  m
- Клас B — галактики від 12  m  до 14  m
- Клас С — галактики від 14  m  до 16  m
- Клас D — галактики від 16  m  до 18  m
- Клас E — галактики від 18  m  до 20  m

Тьмяніші галактики не були доступні для спостережень у Гарвардській обсерваторії, але, за необхідності, систему можна було розширити далі.
Усередині кожного класу галактики описувалися двома параметрами: концентрацією і еліптичністю. Всього було запроваджено 10 градацій еліптичності відповідно до формули {\displaystyle 10{\frac {b}{a}}}, де a і b — велика і мала півосі еліпса, в який вписується зображення галактики. Отримане значення округляли до цілого. Таким чином, «кругла» галактика отримувала індекс еліптичності 10, а веретеноподібна — 1. Для концентрації було запроваджено 6 градацій, що позначалися малими латинськими літерами a, b, c, d, e, f за зростанням ступеня концентрації до центру. Якщо було можливо, то ступінь концентрації вимірювалася фотометрично, в іншому випадку — «на око».
Якщо в галактиках була помітна спіральна структура, то в класифікації таких галактик додавався індекс s. Нерегулярність форми або концентрації позначалася індексом i.
Таким чином, галактика Df2 — тьмяна галактика в діапазоні 16-18m , сильно концентрована до центру і дуже витягнута, sAb9 — майже кругла, яскрава спіральна галактика з рівномірною поверхневою яскравістю.
Кількість об'єктів, що не потрапляли в цю класифікацію, на час її створення була невеликою. Для них була можливість окремого опису.
Наведену систему деякий час активно використовували у Гарвардській обсерваторії, проте вона була витіснена вдалішою класифікацією Хаббла.

## Класифікація Габбла

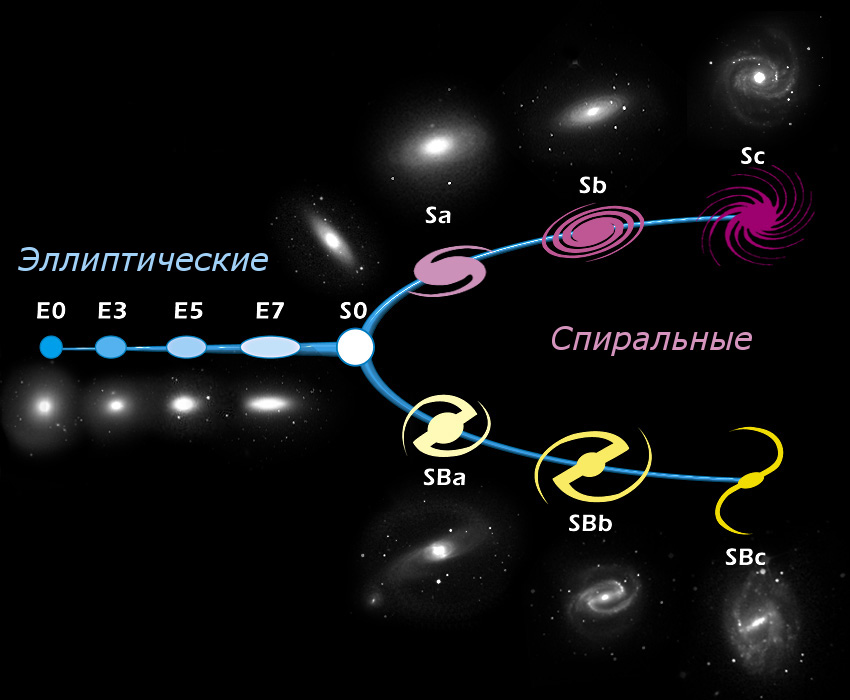
Камертон Габбла

Послідовність Габбла — це морфологічна класифікація, запропонована Едвіном Габблом 1926 року,
 і модифікована ним же 1936 року, відома під назвою «камертон Габбла», оскільки традиційна ілюстрація цієї послідовності має схожість з цим інструментом.
У своїй класифікації Габбл поділив усі галактики на 3 великі класи, ґрунтуючись на їхньому зовнішньому вигляді на фотографічних пластинках, експонованих у синьому фільтрі (В).

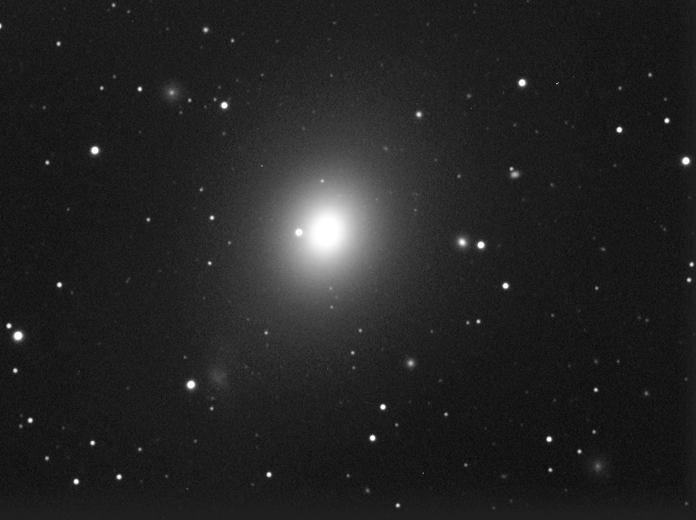
Еліптична галактика M49 (E2)

- Еліптичні галактики мають гладку еліптичну форму (від сильно сплющених, до майже круглих) без помітних деталей із рівномірним зменшенням яскравості від центру до периферії. Вони позначаються літерою E і цифрою, яка є індексом сплющення галактики. Так, кругла галактика буде мати позначення E0, а галактика, у якій одна з великих півосей вдвічі більша іншої — E5. Значення «індексу сплющення» обчислюється за формулою {\displaystyle 10\times \left(1-{\frac {b}{a}}\right)}, де a і b велика і мала півосі видимого еліпсу. Форма найбільш сплющених (E7) помітно відрізняється від еліпсу. Еліптичні галактики складаються зі старих зірок і практично повністю позбавлені газу.

Спіральна галактика М81 (Sb)

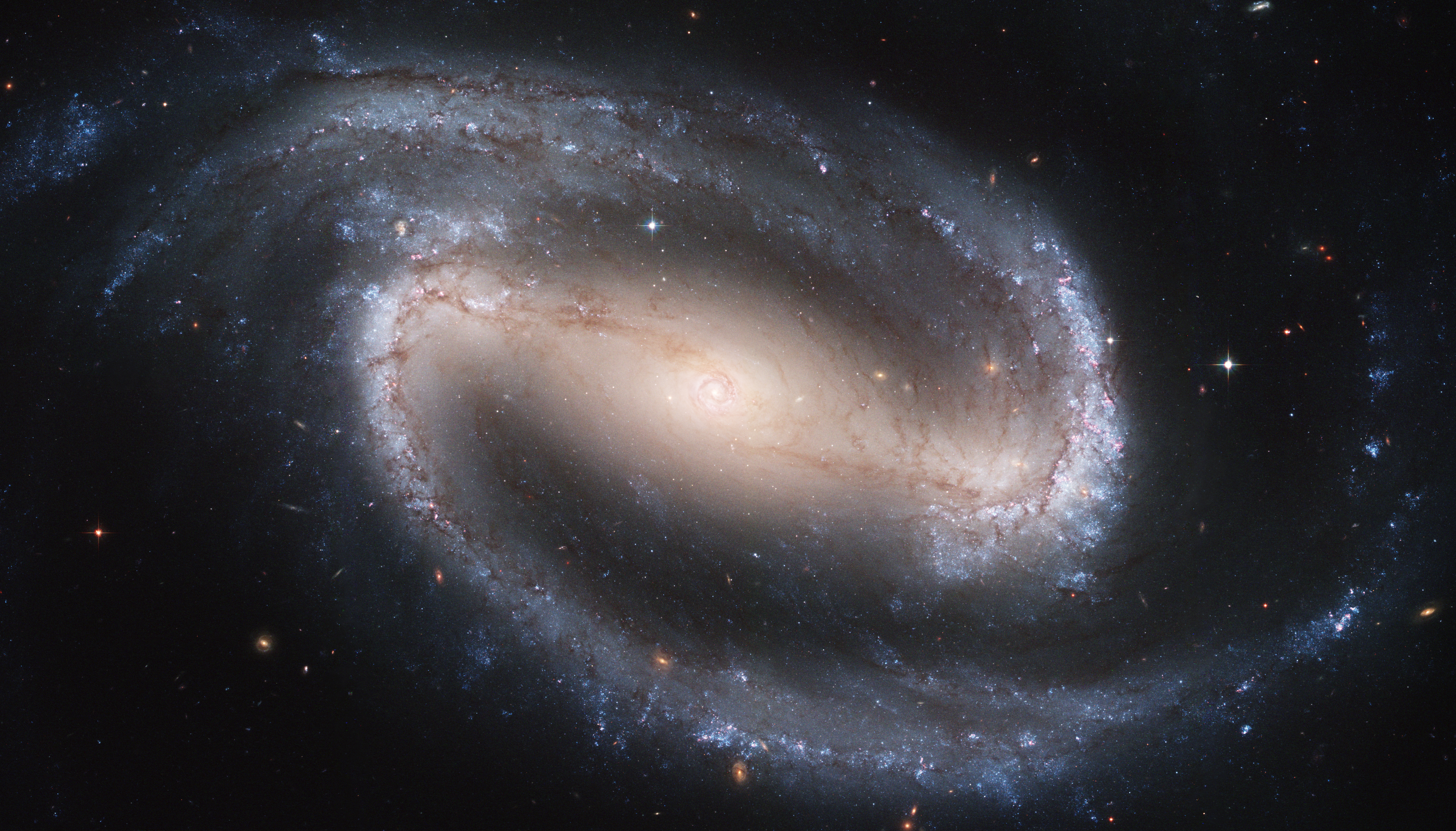
NGC 1300 (SBbc) — спіральна галактика з баром.

- Спіральні галактики складаються із сплющеного диска із зір та газу, у центрі якого є сферичне ущільнення, назване балджем, а також протяжного сферичного гало. У площині диска формуються яскраві спіральні рукави, що складаються переважно з молодих зір, газу і пилу. Габбл розділив всі відомі спіральні галактики на нормальні спіралі (позначаються символом S) і спіралі з баром (SB), які у вітчизняній літературі часто називають галактиками з перемичкою або пересіченими[джерело?]. У нормальних спіралях спіральні гілки тангенціально відходять від центрального яскравого ядра і простягаються протягом одного обороту. Число гілок може бути різним: 1, 2, 3, … але найчастіше зустрічаються галактики лише з двома гілками. У пересічених галактиках спіральні гілки відходять під прямим кутом від кінців бару. Серед них теж зустрічаються галактики з кількістю гілок, не рівним двом, але, в основній масі, пересічені галактики мають дві спіральні гілки. Залежнос від того, чи є спіральні рукави щільно закрученими або клаптикуватими, або ж за співвідношенням розмірів ядра і балджу, додають символи a, b або c. Так для галактик Sa характерний великий балдж і туго закручена регулярна структура, а для галактик Sc — невеликий балдж і клаптикувата спіральна структура. До підкласу Sb належать галактики, які з якоїсь причини не можна віднести до одного з крайніх підкласів: Sa або Sc. Так, галактика M81 має великий балдж і клаптикувату спіральну структуру.

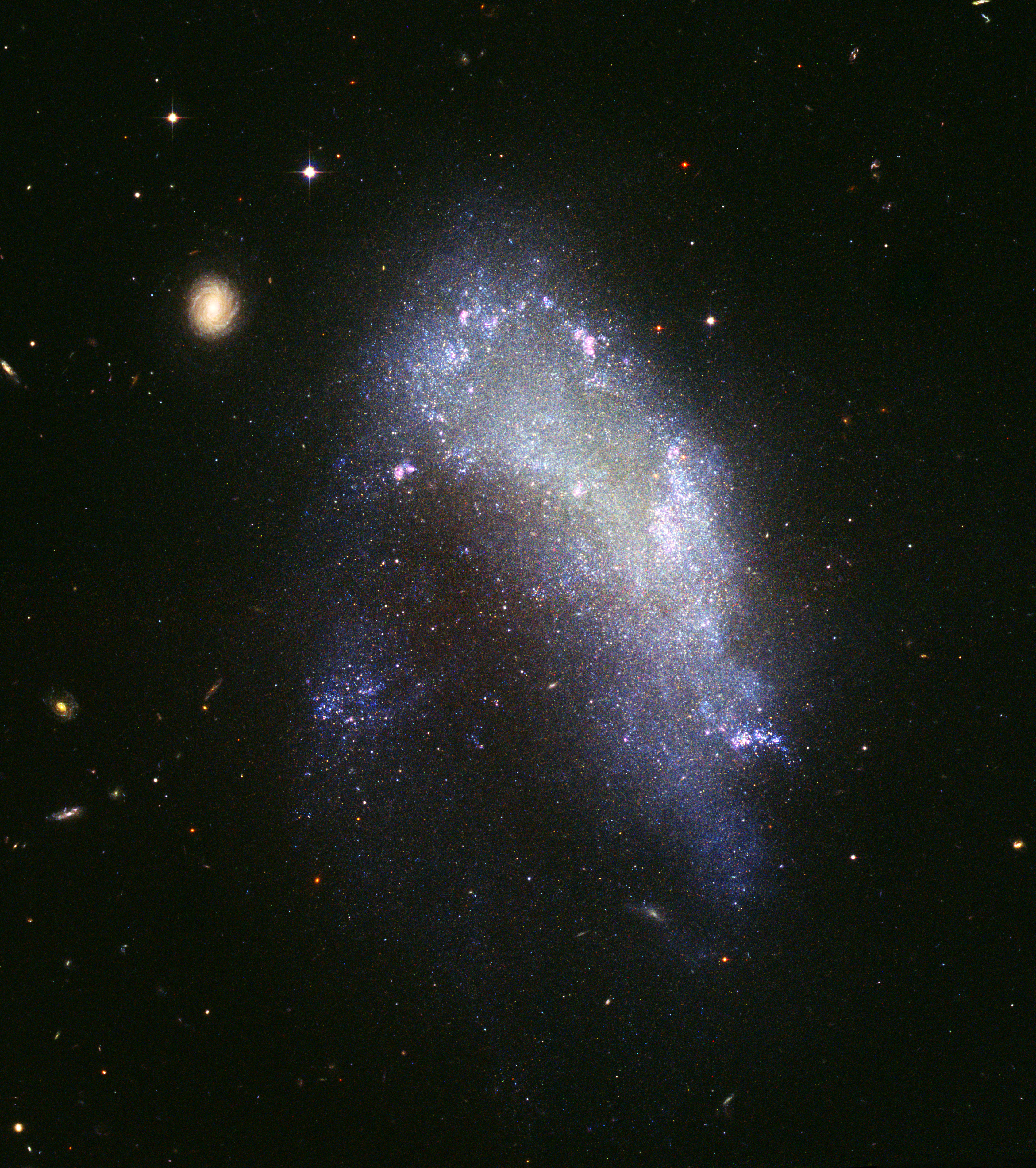
NGC 1427A — неправильна галактика

- Неправильні або іррегулярні галактики — галактика, позбавлена як обертальної симетрії, так і значного ядра. Характерним представником неправильних галактик є Магелланові Хмари. Існував навіть термін «Магелланові туманності». Неправильні галактики відрізняються різноманітністю форм, зазвичай невеликими розмірами і кількістю газу, пилу та молодих зірок. Позначаються — I. Внаслідок того, що форма неправильних галактик чітко не визначена, неправильні галактики часто класифікували як пекулярні галактики.

Галактики, занадто тьмяні, щоб їх можна було класифікувати, Габбл позначив символом Q.
1936 року було додано клас лінзоподібних галактик, які мають ту ж будову, що і спіральні, але в них відсутня спіральна структура. Позначаються S0. Якщо лінзоподібну галактику видно збоку, то вона відрізняється від еліптичної більшим стисненням і наявністю темного пилового шару .

### Переглянута послідовність Габбла
Починаючи з 1935 року і до самої смерті (1953 року) Габбл працював над поліпшенням своєї системи. Справу Габбла продовжив його колега А. Сендідж, який 1961 року завершив перегляд послідовності Габбла . Основні нововведення оновленої послідовності Габбла:

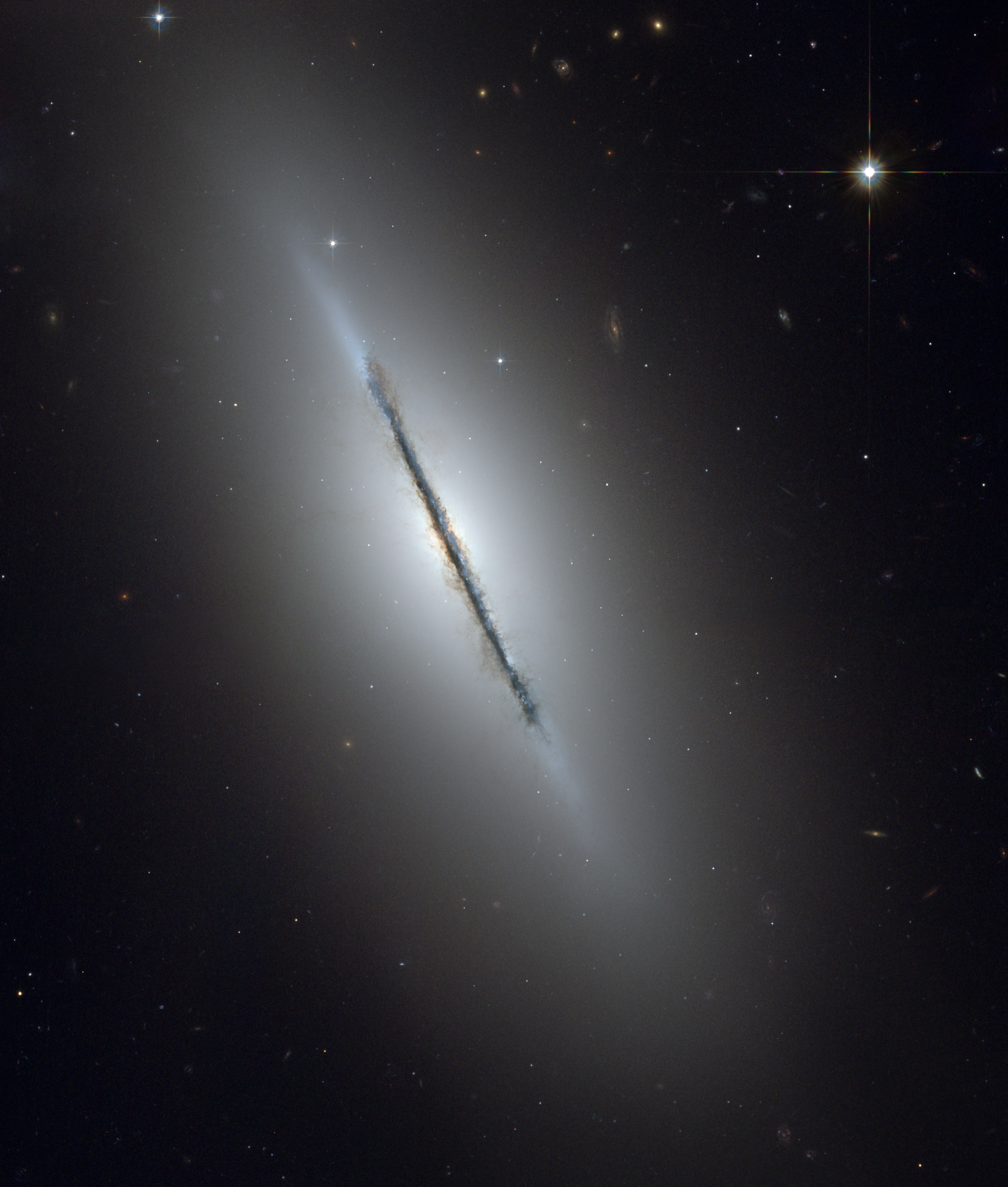
Галактика Веретено (S0)

- Додано клас лінзоподібних галактик (S0 і SB0). Ці галактики є перехідним класом від еліптичних до спіральних. Вони характеризуються наявністю яскравого ядра і більш-менш однорідного диска, або лінзи, з різкою межею, занурених у дифузну оболонку, яка простежується далеко за межі диска. Спіральні гілки відсутні.

Галактики S0 поділяють на два типи:
- - S0 (1) — не мають структури в диску і оболонці (NGC 1201, NGC 1332);
  - S0 (2) — мають зародкову структуру в оболонці у формі темних ділянок і кілець. Якщо дивитися збоку кільця видно як петлі, що надає схожість таких галактик із Сатурном (NGC 4459, NGC 4111).

Крім того було виділено перехідний клас S0/a. У галактик такого класу в оболонці спостерігають спіральну структуру, яка тільки зароджується.
У галактиках SB0 видно бар, що перетинає лінзу, іноді широкий і неясний, іноді вузький і різкий. В оболонці може сформуватися кільце. Габбл розділив ці галактики на 3 групи:
- - SB0 (1) — яскраві лінзи з широким і незрозумілим баром, оточені великою, тьмяною, безструктурною оболонкою (NGC 3384, NGC 4203);
  - SB0 (2) — слабкий широкий бар і одне кільце в оболонці (NGC 2859);
  - SB0 (3) — добре видимий бар і кільця (NGC 4653, NGC 5101).

- Багато з галактик раніше класифіковані як SBa було перенесено до класу SB0. Визначення класу SBa стало чіткішим: галактики цього класу мають бути з гладким баром і лінзою та слабко розвиненими туго змотаними спіральними рукавами.

- Проведено поділ пересічених спіралей на групи (в групи увійшли галактики класів SBa і SBb):
  - Рукава галактик починаються від краю кільця, перетнутого баром (NGC 2217 (SBa), NGC 5950 (SBb));
  - Рукава галактик починаються на кінцях барів (NGC 4290 (SBa), NGC 6951 (SBb));

- Сендідж також розділив на групи звичайні спіралі:
  - Галактики, в яких спіральні рукави починаються на зовнішньому краю кільця;
  - Галактики, в яких спіральні рукави починаються з ядра.

- Для спіральних галактик низької поверхневої яскравості зі складною, клаптиковою структурою і слабко вираженим ядром введено позначення Sd і SBd для звичайних і пересічених відповідно. Для неправильних галактик, в яких вдалося виявити подібність спіральної структури, введено позначення Sm.

- Введено клас карликових еліптичних галактик (dE), відкритих Шеплі 1938 року[5] в сузір'ях Скульптор та Піч. Ці галактики мають всі морфологічні властивості звичайних еліптичних галактик, за винятком їх украй низькою поверхневої яскравості.

У цілому, послідовність Габбла охоплює велике різноманіття галактик: від еліптичних, в яких немає газу та пилу, немає зореутворення і головна складова — старі зірки —, через лінзоподібні та спіральні галактики, в яких у міру руйнування структури збільшується частка газу, пилу та молодих зірок, до неправильних галактик, в яких підтримується високий темп зореутворення за рахунок великої кількості пилу. Сам Габбл вважав цю послідовність еволюційною, що не отримало підтвердження надалі.
Наразі послідовність Габбла найвживаніша для класифікації галактик як професійними астрономами, так і аматорами.

## Система де Вокулера

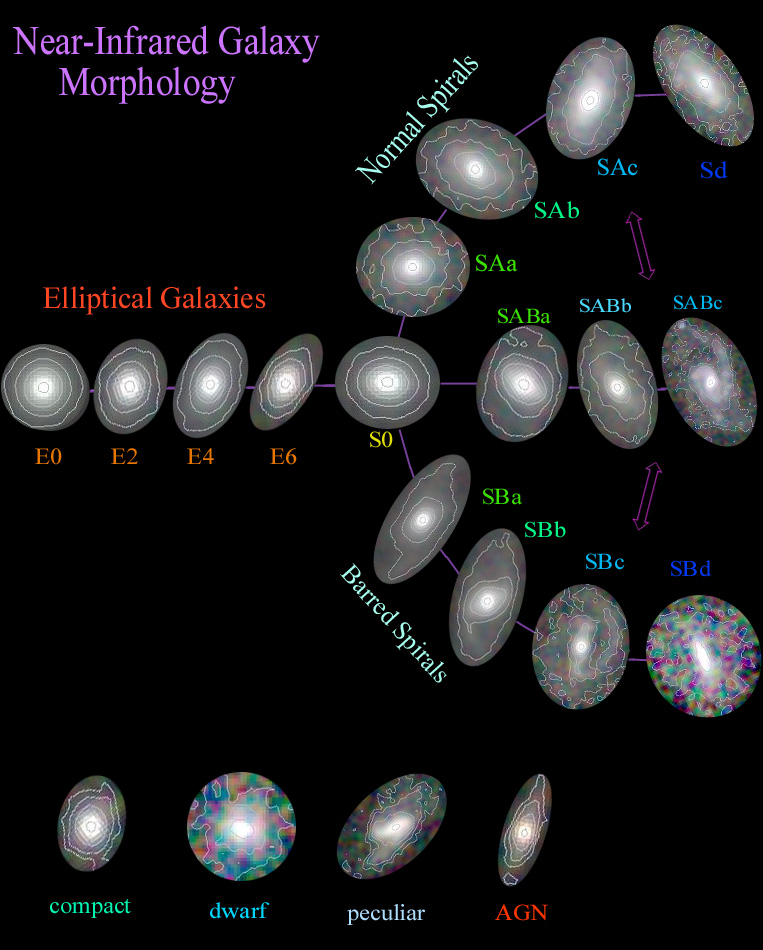

Тривимірне уявлення системи Ж. де Вокулера

Система де Вокулера — це широко вживане розширення системи Габбла, запропоноване Жераром де Вокулером 1959 року
.
Ґрунтуючись на роботах з дослідження галактик південного неба, здійснених в обсерваторії Маунт-Стромло, Ж. де Вокулер спробував ґрунтовно переробити класифікацію Габбла. У своїй роботі він досить тісно взаємодіяв з А. Сендіджем, що, цілком природно, призвело до того, що їхні рішення місцями збігаються. Основним недоліком класифікації Габбла де Вокулер вважав те, що поділ спіральних галактик на ті, що мають бар, і ті, що не мають бару, недостатньо добре відображає існуючий діапазон морфологічних особливостей спіралей. Зокрема де Вокулер вказував на такі структурні особливості спіральних галактик, як кільця та балджі.
В основі своєї системи де Вокулер зберіг Габблівский поділ галактик на еліптичні, лінзоподібні, спіральні та неправильні. Класифікація еліптичних галактик не зазнала змін. Основні зміни стосуються класифікації спіральних, і, меншою мірою, лінзоподібних і неправильних галактик.
Із накопиченням досить великої статистики виявилося, що галактик із баром приблизно така ж кількість, що й галактик без бару. Тому, називати галактики без бару нормальними (англ. normal spirals) не зовсім коректно. Де Вокулер став називати їх простими (англ. ordinary spirals) і позначив SA, в той час як спіральні галактики з баром (англ. barred spirals) зберегли своє позначення SB. Таким чином прості спіралі стали не нормальнішими за спіралі з барами. Галактики, що мають властивості як SA, так і SB, віднесені до перехідного класу SAB. Ті спіральні галактики, які неможливо точно класифікувати (внаслідок недостатньої роздільної здатності, значного нахилу до променя зору та ін.) позначено просто як S.
Такі ж зміни спіткали лінзоподібні галактики: галактики без бару отримали позначення SA0, галактики з баром — SB0, перехідний тип — SAB0. Позначення S0 залишилося за галактиками, які не вдалося класифікувати.
Зазначені сімейства спіральних і лінзоподібних галактик мають деяку структуру, яка, за де Вокулером, може набувати спірального або кільцеподібного вигляду (кільце навколо центру галактики, від якого відходять спіральні гілки). Кільцеподібні різновиди галактик отримали індекс (r), а спіральні (s). Для перехідних різновидів запроваджено позначення (rs). У кільцеподібних галактиках кільця можуть бути внутрішні та зовнішні. Для зовнішніх кілець запроваджено індекс (R).

Приклади галактик для класифікації де Вокулера

Таким чином, для спіральних галактик отримуємо 9 різних класів:
- SAB(s) — галактики з досить невеликим, яскравим, видовженим ядром, перетнутим тьмяною, закрученою темною лінією в центрі тьмяного, слабко помітного бару, який відзначає велику піввісь витягнутого балджу з чіткою спіральною структурою, часто спрямованою паралельно бару. Два головних спіральних рукави починаються від кінців бару і продовжуються на один чи більше обертів, прагнучи злитися в зовнішнє кільце (R). Приклади: NGC 1566, NGC 5236 (M 83), NGC 7392.
- SB(s) — класичні пересічені спіралі з маленькими, дуже яскравим і видовженим ядром, спотвореним потужною, закрученою темною лінією, що тягнеться від одного до іншого кінця яскравого вузького бару, що утворює велику піввісь балджу. Два головних спіральних рукави починаються на кінцях бару і відходять від нього чітко під прямим кутом і після одного оберту утворюють тьмяну кільцеподібну структуру. Приклади: NGC 1097, NGC 1300, NGC 1359, NGC 7741.
- SB(rs) — галактики з маленьким, дуже яскравим і видовженим ядром, спотвореним сильною, закрученою темною лінією, як і в SB(s), з яскравим вузьким баром, що утворює велику піввісь балджу, з дуже яскравим краєм, особливо поблизу бару. Таку структуру можна проілюструвати за допомогою рядка «(-о-)». Від решт бару відходить дві головні спіральні гілки, а від кільця можуть починатися ще кілька додаткових. Приклади: NGC 4548, NGC 4593, NGC 7124.
- SB(r) — галактики з досить великим видовженим ядром зі слабкою закрученою темною лінією в потужному і вузькому барі, що утворює велику піввісь еліптичного балджу з яскравим краєм. Два головних спіральних рукави починаються тангенціально на краю балджу поблизу країв барів. Зазвичай наявні один або два слабких спіральних рукави, що починаються від краю балджу поблизу точок його перетину з малою піввіссю. У ранніх спіралях головні осі мають тенденцію до утворення великого кільця (R). Приклади: NGC 1433, NGC 3185, NGC 3351, NGC 2523.
- SAB(r) — галактики з досить невеликим, слабо витягнутим ядром, розташованим у широкому й тьмяному барі, що позначає велику піввісь злегка витягнутого кільця, від якого відходять декілька спіральних гілок. Головні рукави мають тенденцію закручуватися всередину. Приклади: NGC 1832, NGC 7531, NGC 6744, NGC 6902.
- SAB(rs) — змішаний тип галактик, в якому зібрано всі морфологічні ознаки, які можуть комбінуватися. Основні характеристики — досить невелике ядро в широкому дифузному барі зі слабко помітною спіральною структурою в балджі. Бар перетинає близьке до кола або, навіть, гексагональне псевдокільце, сформоване внутрішніми частинами спіральних гілок. Приклади: NGC 4303 (M61), NGC 3145, NGC 6814, NGC 5457 (M101), NGC 6946.
- SA(r) — галактики з маленьким, чітким, дуже яскравим ядром, розташованим в центрі кільця, на зовнішній межі якого з'являються туго закручені філаментарні рукава або арки. На пересвідчених кадрах ядро і кільце можуть зливатися в центральний балдж. В галактиках SA(r)a або SA(r)ab можна зафіксувати зовнішнє кільце (R), складене з численних тісно розташованих спіральних арок. Приклади: NGC 488, NGC 7217, NGC 6753, NGC 4736 (M94), NGC 5055 (M63).
- SA(rs) — галактики з досить невеликими, різко вираженими, яскравими круглими ядрами в центрі розмитого балджу, від якого тангенціально відходять два головних рукава і два або більше додаткових. Два головних рукава імітують неповне кільце (r) навколо балджу. В галактиках ранніх стадій зовнішні частини рукавів об'єднуються в (R)-структури. Приклади: NGC 1068 (M77), NGC 3147, NGC 4237, NGC 7079.
- SA(s): галактики з досить великим, дифузним, круглим ядром, які зливаються з круглим або дещо витягнутим балджем, в якому простежується яскрава або темна спіральна структура. Два головних спіральних рукави, що іноді закручуються, або слабкі додаткові, починаються на краю балджу. Спіральні рукави добре описуються логарифмічною спіраллю. Приклади: NGC 3031 (M81), NGC 4569, NGC 7205, NGC 7331, NGC 224 (M31), NGC 4321 (M100).

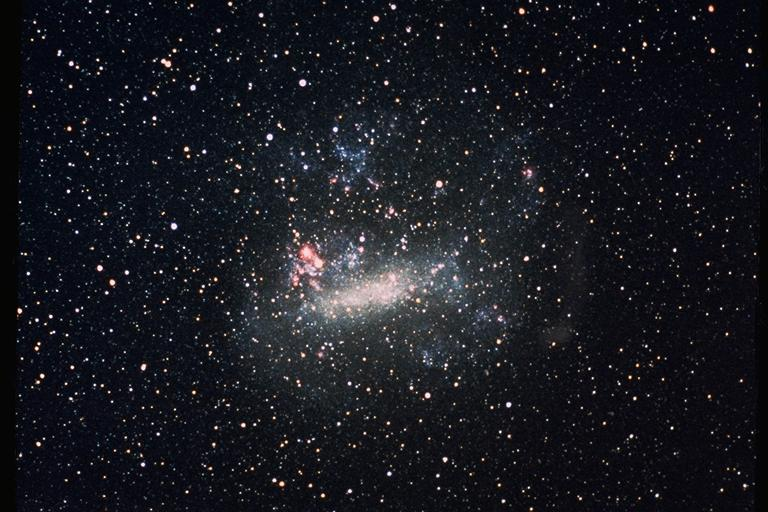
Велика Магелланова Хмара — галактика типу SBm.

Крім ускладнення класифікації на підставі наявності структурних деталей, було здійснено детальніший поділ на класи для всіх галактик. Так для позначення «пізніх» і «ранніх» класів для не-спіральних галактик було запропоновано використовувати індекси «+» та «-» відповідно. Таким чином, позначення E+ значає «пізній» клас еліптичних галактик, перший крок до S0 (приклад NGC 3115). Для лінзоподібних галактик SA0 і SB0 введено 3 підкласи: S0+, S0°, S0-. Подібні позначення можна ввести і для спіральних галактик, однак, внаслідок того, що різниця між, наприклад, Sa+ і Sb- виявляється з великою похибкою, а також внаслідок вже чинних традицій такі перехідні класи стали позначати Sab, Sbc. Клас Sa- виявився тотожним запровадженому раніше Хабблом класу S0/a — перехідному між S0 і Sa. Було додано дуже пізній клас Sd і перехідний до нього Scd для спіралей з клаптиковою структурою і слабко помітним ядром, як це було зроблено і Габблом та Сендіджем. Перехідний клас до неправильних галактик (так звані «Магелланові спіралі») отримали позначення Sm (наприклад, Велика Магелланова Хмара — SB(s)m). Представників класів E-, I- і I+ на час видання роботи де Вокулера виявлено не було.
Найбільша відмінність між (r) і (s) різновидами спіральних галактик виявляється в класі S0/a і поступово зникає в перехідних класах до неправильних і еліптичних галактик.

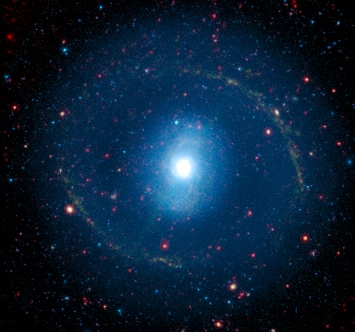
NGC 1291 — Галактика типу (R) SB0/a

У лінзоподібних і ранніх еліптичних галактиках іноді спостерігаються зовнішні кільцеподібні структури. Наявність цих структур позначається префіксом (R). Їх наявність не залежить від підтипу, до якого належить галактика. Найчастіше такі структури зустрічаються у S0/a галактиках. Приклади: NGC 1068 (M77), NGC 4736 (M94), NGC 7217, NGC 1291, NGC 1326, NGC 2859, NGC 6753.
Крім опису таких структурних особливостей спіральних галактик як балдж, ядро, наявність або відсутність бару та кілець, де Вокулер запропонував для опису спіральних рукавів поняття мультиплетеність (або множинність — англ. multiplicity), тобто кількість спіральних рукавів та їх властивості (англ. character): масивні (m) і філаментарні або волокнисті (f). Мультиплетеність рукавів позначається нижнім індексом після підкласу галактики, а властивості рукавів — нижнім індексом після позначення типу. Так, туманність Андромеди M31 отримала позначення SA(s) 2 c m — спіральна галактика пізнього типу з двома масивними спіральними рукавами. Якщо крім головних спіральних рукавів наявні додаткові, то кількість дожаткових рукавів не додається до основних, а подається через знак «+», наприклад 2+1 для M99, або 2+2 для M51. Якщо головні спіральні рукави не симетричні і один значно яскравіший іншого, підсумовування також не робиться, наприклад 1+1 для NGC 7479. Такі випадки досить часті в пересічених галактиках пізніх типів. Для розгалужених спіралей складно визначити кількість гілок, тому вказують тільки кількість головних і знак «+»: 1+, 2+. Така ситуація типова для пізніх простих спіралей. Якщо мультиплетеність спіральних гілок перевищує 4, це позначають символом n. Це характерно як для пізніх спіралей (NGC 2903, NGC 7793), так і для ранніх з кільцевими структурами (NGC 4736, NGC 7217).

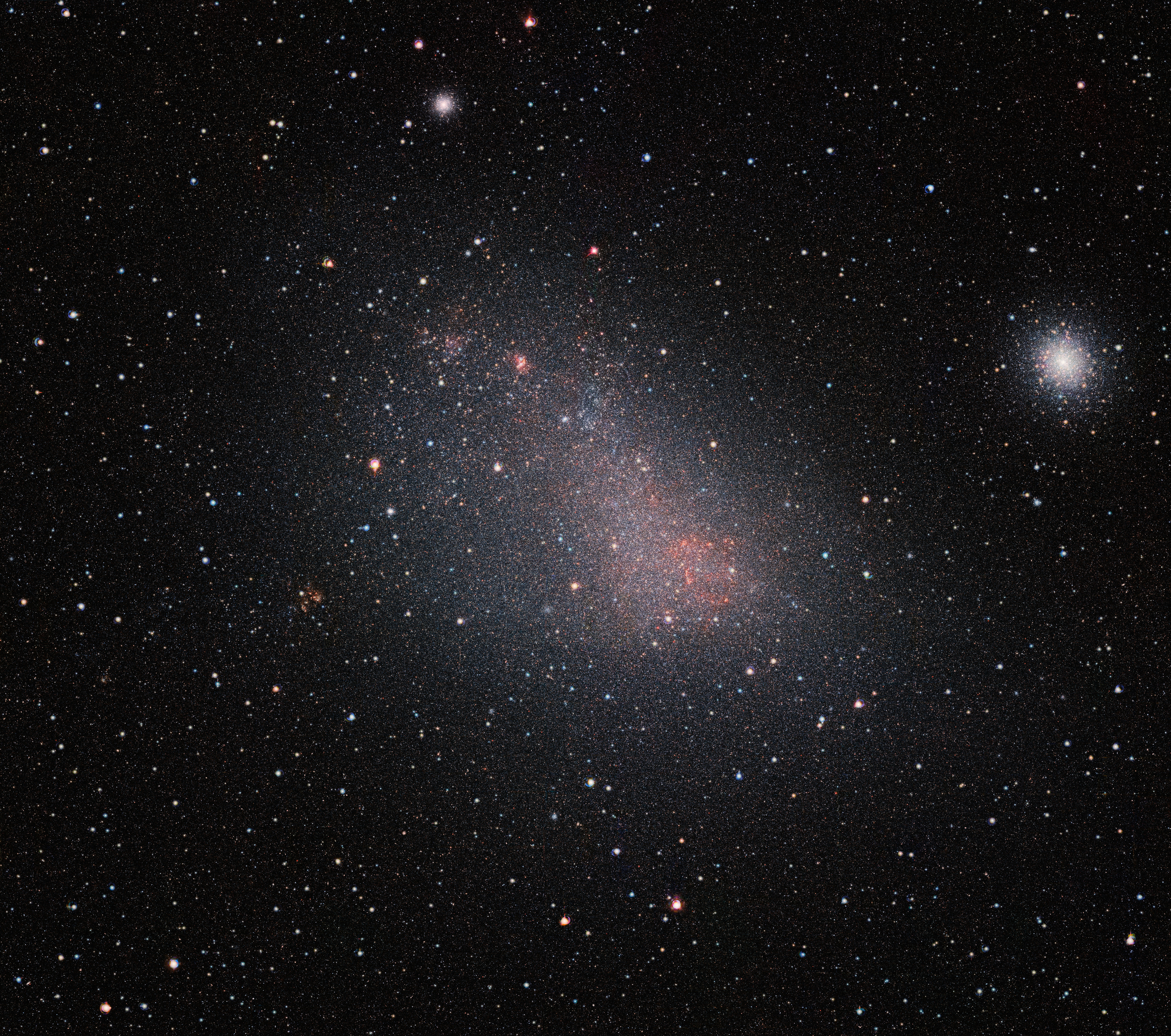
Мала Магелланова Хмара — неправильна галактика (I (m))

Класифікація неправильних галактик розглядалася як продовження класифікації спіралей. Так галактики, в яких не вдалося виявити спіральну структуру, але за всіма іншими ознаками вони були схожі на Магелланові спіралі, отримали позначення I (m) (наприклад, Мала Магелланова Хмара). У досить великих галактиках класу I (m) вдається виявити зачатки (або залишки) бару, що дозволяє їх вважати крайнім випадком галактик SB, у той час, як більш симетричні представники класу I (m) можна вважати виродженим випадком галактик SA. Відмінності зникають для карликових галактик низької поверхневої яскравості, таких як галактика Вольфа-Лундмарк-Мелотта. Такі карликові галактики отримали позначення dI, за аналогією з карликовими еліптичними галактиками dE. Взагалі, префікс d було зарезервовано для всіх карликових галактик, попри те, що карликових спіральних або лінзоподібних галактик на той час виявлено не було.
Для галактик, видимих із ребра, було запропоновано позначення (sp), від англ. spindle — веретено. Наприклад галактика NGC 5866.

### Групи галактик
За ідеями Ф. Цвіккі , де Вокулер спробував створити систему класифікації груп галактик. Необхідність такої класифікації виникла через те, що галактики, що перебувають на порівняно невеликих відстанях одна від одної в просторі, починають потужно впливати на форму одна одної, що унеможливлює їх класифікацію за викладеною вище схемою. Виникла потреба в критерії, що дозволяє розділити окремі та взаємодіючі галактики. Таким чином, головною характеристикою груп галактик став їх вплив одна на одну:
- P(a): широко розділені пари галактик, в яких не спостерігається помітного взаємного впливу на форму (зокрема, оптичні пари галактик, що випадково опинилися на промені зору);
- P(b): тісні пари галактик, в яких видно ефекти припливної взаємодії в зовнішніх частинах галактик;
- P(c): пари, які зіштовхуються, і в яких центральні частини галактик перебувають у безпосередньому контакті одна з одною.

### Числова послідовність Габбла
Де Вокулер також надав числові значення (T) кожному класу галактик у своїй схемі. Значення змінюються від −6 до +10. Від'ємні значення призначено для ранніх типів галактик: еліптичних і лінзоподібних, а позитивні — для пізніх типів: спіральних і неправильних галактик. Еліптичні галактики було поділено на три типи: компактні (cE), нормальні (E) і перехідні (E  + ). Лінзоподібні галактики також розділені на ранні (S -), перехідні (S  0 ) і пізні (S  + ) типи.
| {\displaystyle T}        | −6 | −5 | −4 | −3  | −2  | −1  | 0    | 1  | 2    | 3  | 4    | 5  | 6   | 7  | 8      | 9     | 10    |
| Клас по де Вокулера      | CE | E  | E+ | S0- | S00 | S0+ | S0/a | Sa | Sab  | Sb | Sbc  | Sc | Scd | Sd | Sdm    | Sm    | Im    |
| Приблизно клас по Габблу | E  | E  | E  | S0  | S0  | S0  | S0/a | Sa | Sa-b | Sb | Sb-c | Sc | Sc  | Sc | Sc-Irr | Irr I | Irr I |

Використання числових значень спрощує кількісний опис морфології галактик.

## Єркська система
Створена американським астрономом Вільямом Морганом в Єркській обсерваторії. Разом з Філіпом Кінаном вони розробили систему класифікації зір за їх спектрами (MK-система
). В Єркській системі галактики поділяються на групи залежно від їх спектрів, форми та ступеня концентрації до центру.
| Тип спектра | Опис                                                |
| ----------- | --------------------------------------------------- |
| A           | Максимум світності від зірок спектрального класу A  |
| Af          | Максимум світності від зірок спектрального класу AF |
| F           | Максимум світності від зірок спектрального класу F  |
| Fg          | Максимум світності від зірок спектрального класу FG |
| G           | Максимум світності від зірок спектрального класу G  |
| Gk          | Максимум світності від зірок спектрального класу GK |
| K           | Максимум світності від зірок спектрального класу K  |

| Форма галактики | Пояснення                                                                                   |
| --------------- | ------------------------------------------------------------------------------------------- |
| B               | Спіральна галактика з баром                                                                 |
| D               | Галактика з обертальною симетрією без яскраво вираженої спіральної або еліптичної структури |
| E               | Еліптична галактика                                                                         |
| Ep              | Еліптична галактика з пилом                                                                 |
| I               | Неправильна галактика                                                                       |
| L               | Галактика низькою поверхневою яскравістю                                                    |
| N               | Галактика з невеликим яскравим ядром                                                        |
| S               | Спіральна галактика                                                                         |

| Нахил | Пояснення                                       |
| ----- | ----------------------------------------------- |
| 1     | Вісь диска галактики направлена на спостерігача |
| 2     |                                                 |
| 3     |                                                 |
| 4     |                                                 |
| 5     |                                                 |
| 6     |                                                 |
| 7     | Галактику видно з ребра                         |

У цій системі, наприклад, Туманність Андромеди має позначення KS5.

## Виноски
1. ↑  Shapley H. On the Classification of Extra-galactic Nebulae // Harvard College Observatory Bulletin. — 1927.
2. ↑  Hubble, E. P. Extragalactic nebulae // Astrophys. J.. — 1926.
3. ↑  Hubble, E. P. Realm of the Nebulae.
4. ↑  Sandage, Allan. The Hubble atlas of galaxies.
5. ↑  Shapley, Harlow. Two Stellar Systems of a New Kind.
6. ↑  
de Vaucouleurs, G. Classification and Morphology of External Galaxies. // Handbuch der Physik. — 1959.
7. ↑  
de Vaucouleurs, G. Classification of Galaxies by Form, Luminosity and Color // Problems of Extra-Galactic Research. — 1962.
8. ↑  Zwicky, F. Multiple Galaxies // Ergebnisse der exakten Naturwissenschaften. — 1956.
9. ↑  Global Physical Parameters of Galaxies (PostScript). — 1994. — 25 березня. Архівовано з джерела 28 травня 2020. Процитовано 2008-01-02.
10. ↑  Binney, J.; Merrifield, M. (1998). Galactic Astronomy. Princeton: Princeton University Press. ISBN 9780691025650.
11. ↑  Morgan, W. W.; Mayall, N. U. A Spectral Classification of Galaxies // Publications of the Astronomical Society of the Pacific. — 1957.
12. ↑  Morgan, W. W., Keenan, P. C. Spectral Classification // Annual Review of Astronomy and Astrophysics. — 1973.